# Laura (monacato)

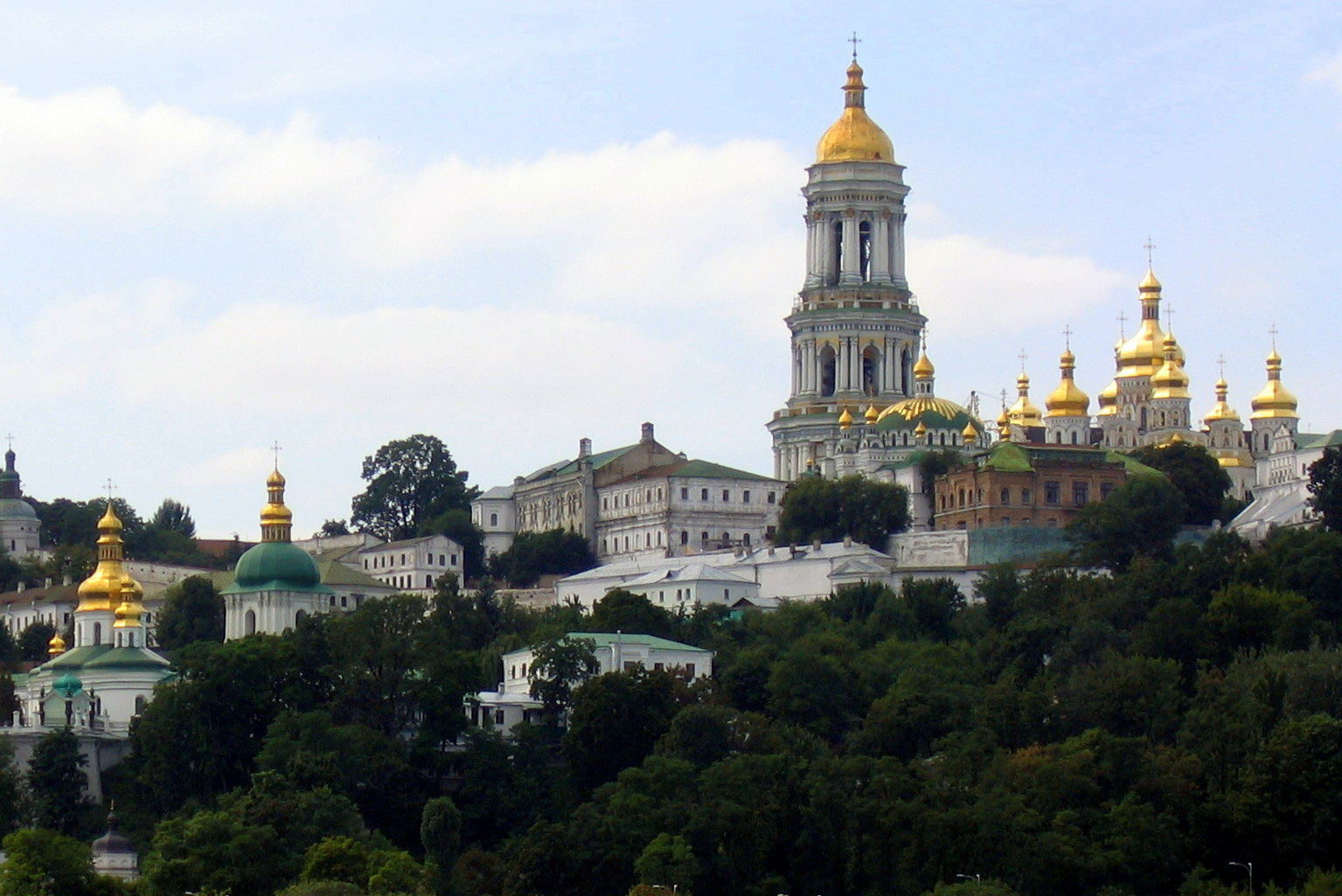
Laura de las Cuevas de Kiev.

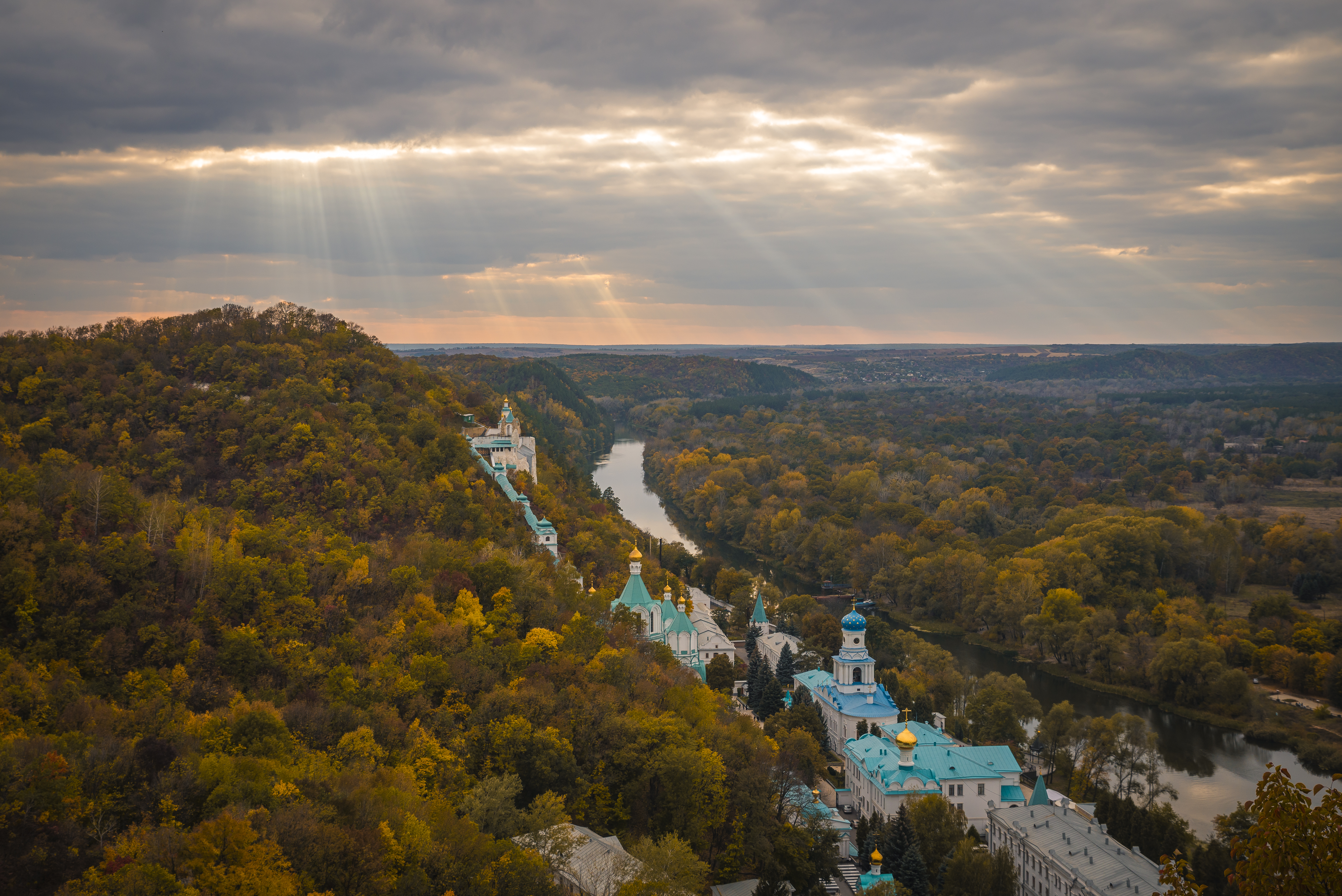
Laura de las Montañas Sagradas cerca de la ciudad de Sviatohirsk, Ucrania.

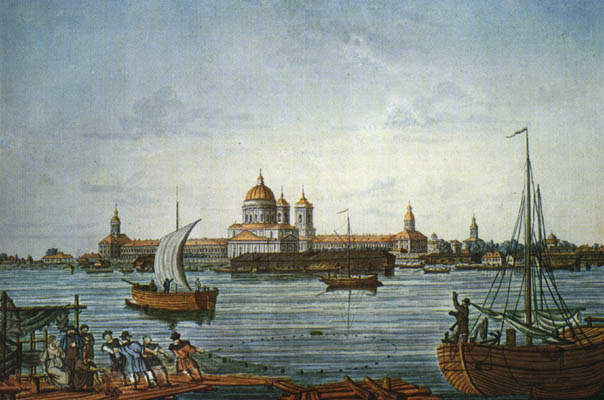
Laura de Alejandro Nevski (San Petersburgo).

En la Iglesia ortodoxa y comunidades de las Iglesias orientales, una Laura (Griego: Λαύρα; Cirílico: Ла́вра) significaba originalmente una colonia de celdas o cuevas de eremitas, con una iglesia propia para la celebración dominical de la misa y, a veces, un refectorio en el centro. Esta palabra tiene un origen griego y significa "pasaje", "corredor" o "avenida" por estar las celdas usualmente alineadas.

## Historia

### Tradición copta
Aunque hay discrepancias entre los estudiosos, este modelo de lauras tiene su origen a principios del siglo IV cuando se empiezan a formar colonias de celdas de eremitas en el desierto de Nitria, siendo pionero en un centro monástico conocido como Nitria, cerca de Alejandría, en Egipto. Una comunidad de hasta 600 eremitas, que antes vivían dispersos por la zona, llegaron a vivir cerca unos de otros en esa área, con su propia iglesia y sacerdote y sólo teniendo relación con el resto del mundo para conseguir alimentos.

### Laura bizantina
A partir del siglo V, el término griego "laura" podía referirse específicamente a los asentamientos monásticos semieremíticos del desierto de Judea, donde las lauras eran muy numerosas. Las primeras lauras de Palestina fueron fundadas por Caritón el Confesor (nacido en el siglo III y fallecido hacia 350): la laura de Farán (actual Uadi Qelt) al noreste de Jerusalén, la laura de Douka en el Monte de la Tentación al oeste de Jericó, y la laura de Souka o Antigua Laura en la zona de Tuqu' en el uadi Jureitun.
San Eutimio el Grande (377 - 473) fundó una de las primeras lauras de Palestina en el siglo V. La laura de san Sabas el Santificado (fallecido en 532) en el valle de Cedrón, conocida como Mar Saba, es una de las más antiguas que ha continuado funcionando como monasterio en el mundo cristiano. Posteriormente fundaría tres más.
Un sistema similar fue establecido por san Gerásimo en el valle del Jordán, con 70 celdas que rodean un cenobio. Los días laborables los monjes pasaban en las celdas, acompañados solo por una estera de juncos, una pequeña cantidad de alimento y hojas de palma para hacer cuerdas y cestas. Los sábados llevaban sus trabajos manuales al cenobio y recibían juntos la comunión, volviendo a sus celdas el domingo por la tarde. Las celdas se dejaban abiertas, y aquellos que necesitaban algo podían tomarlo de una celda si se encontraba vacía. La laura tenía un sacerdote, el contacto de la laura con el mundo exterior y, al menos, dos diáconos ordenados.
La Gran Laura fundada por Atanasio de Athos en 963 es el monasterio más antiguo del Monte Athos en Grecia.

## Algunas lauras
- Iglesia ortodoxa griega:
  - Gran Laura (siglo X)

- Iglesia ortodoxa rusa:
  - Laura de la Trinidad de San Sergio (1744)
  - Laura de Aleksandr Nevski (1797)

- Iglesia ortodoxa ucraniana:
  - Laura Pecherska, Kiev (1598)
  - Laura Pochaivska (1833)
  - Laura Uspensko-Sviatogórskaya (2004)